# Betcha Can’t Wait
A Betcha Can't Wait című dal az angol East 17 nevű fiúcsapat második kislemeze a Resurrection című albumról. A dal nem volt túl sikeres, csupán az angol kislemezlista 12. helyéig jutott.

## Megjelenések
CD Maxi  Urban – 563 909-2
1. Betcha Can't Wait (Radio Edit) - 4:09 Mixed By – Marcellus Fernandes
2. Betcha Can't Wait (Full Crew Radio Remix) (Without Rap) - 3:39 Remix – Full Crew
3. Betcha Can't Wait (Full Crew Remix) (With Rap) - 4:30 Remix – Full Crew
4. Betcha Can't Wait (Soul Sista Remix) - 5:50 Remix – Soul Sista
5. Betcha Can't Wait (Sunship Remix Edit) - 4:27 Remix – Sunship
6. Betcha Can't Wait (Sharp Boys Remix Edit) - 6:37 Remix – The Sharp Boys

## A dal felhasználása
(A dalt az alábbi előadók használták fel)
- 1998 Sunship - Betcha Can't Wait (Sunship Remix)
- 1998 12 Stone - Betcha Can't Wait (12 Stone Mix)
- 1999 Soul Sista - Betcha Can't Wait (Soul Sista Remix)
- 1999 Olav Basoski - Betcha Can't Wait (Olav Basoski Remix)
- 1999 Full Crew - Betcha Can't Wait (Full Crew Mix With Rap)[2]